# Kościół rzymskokatolicki na Białorusi

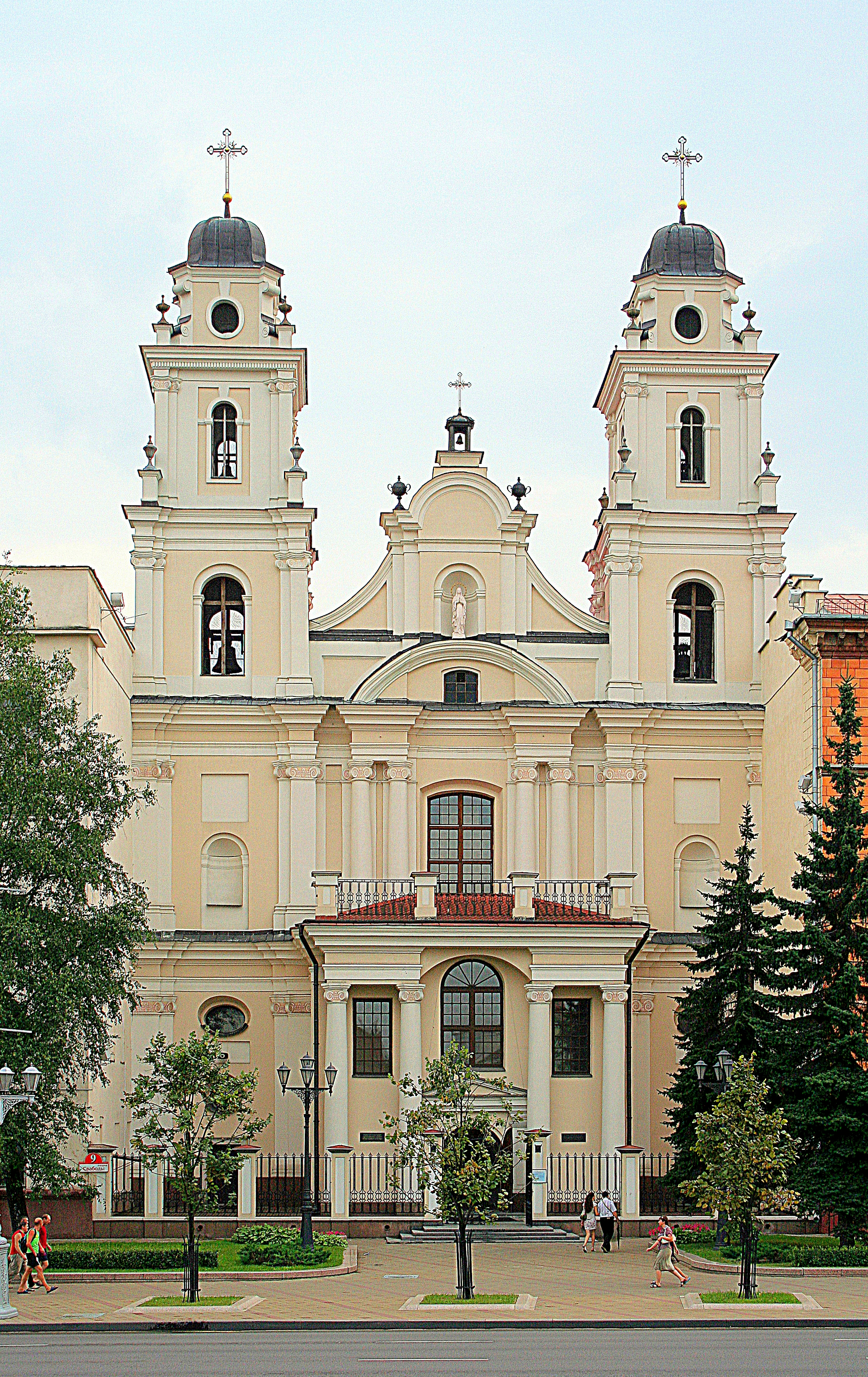
Archikatedra NMP w Mińsku

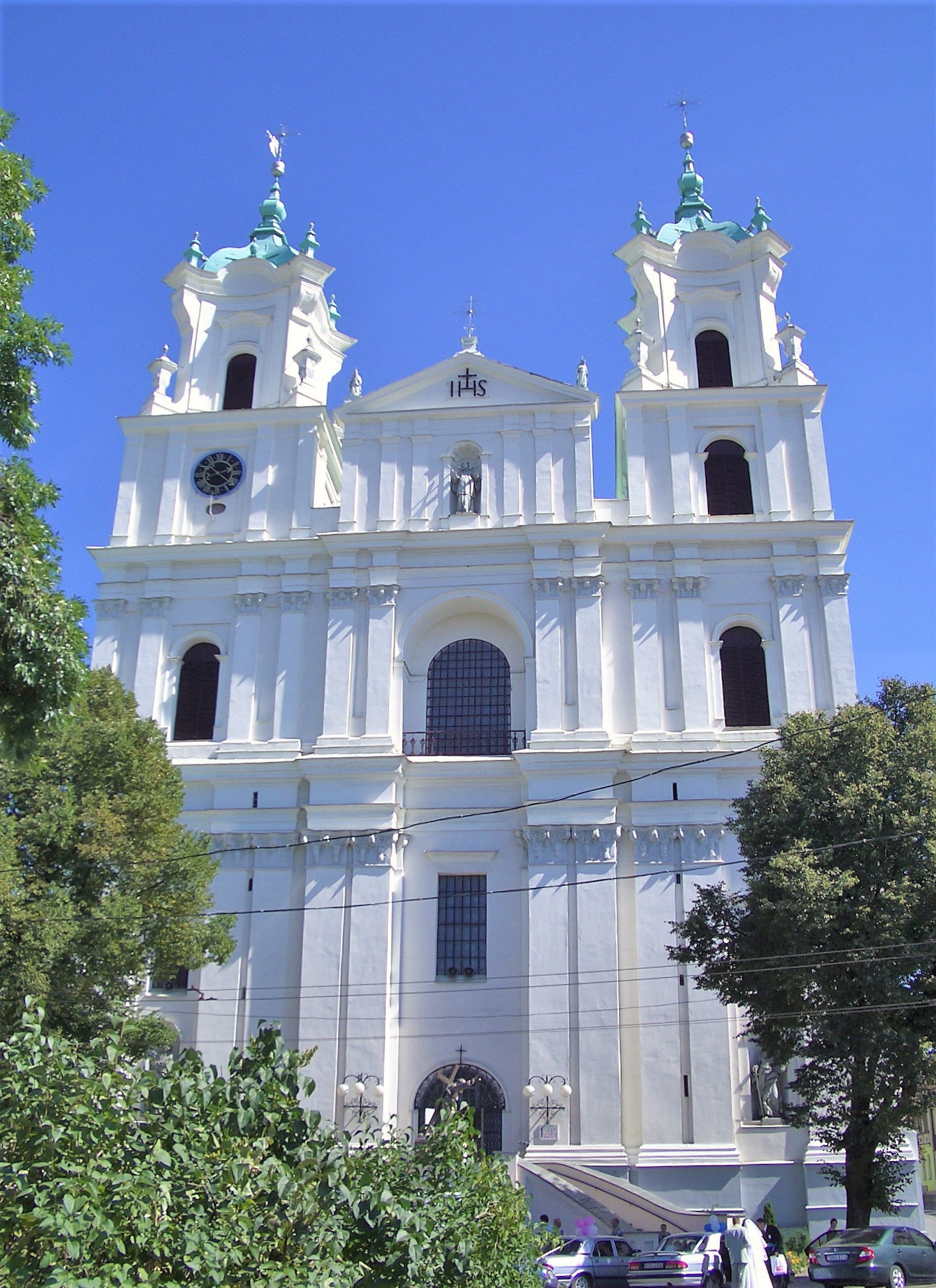
Katedra św. Franciszka Ksawerego w Grodnie

Kościół rzymskokatolicki na Białorusi – najliczebniejsza katolicka wspólnota wyznaniowa na Białorusi, będąca obecnie pod zwierzchnictwem biskupów należących do Konferencji Episkopatu Białorusi.

## Historia

### BSRR
Do 1945 roku na terenie Białorusi przetrwało 325 kościołów, 90 świątyń zostało zniszczonych podczas wojny.
1 stycznia 1960 roku na Białorusi istniało 191 wspólnot katolickich, którymi opiekowało się 102 duszpasterzy. W 1985 roku było 96 wspólnot i 52 duchownych. Biskupów nie wyznaczano. Bezpośrednia łączność białoruskiego Kościoła z Watykanem została przerwana, utrzymywano ją nielegalnie za pośrednictwem polskich biskupów. Od 1975 roku kadry duchowne kształcono w seminarium w Rydze.

## Współczesność
Obecnie katolicy wyznania rzymskokatolickiego liczą 1 402 605 wiernych (według diecezji: archidiecezja mińsko-mohylewska – 610 490, diecezja pińska – 50 115, diecezja grodzieńska – 591 000, diecezja witebska – 151 000), co daje ok. 14,5% społeczeństwa Białorusi. W 619 parafiach pracuje w sumie 407 księży, z których 168 to cudzoziemcy (w tym 161 z Polski). Wspólnoty Kościoła rzymskokatolickiego posiadają 451 obiekty sakralne, kolejne 35 znajduje się w budowie. W 2008 roku ukończono budowę 2 nowych świątyń. W 2016 r. liczba parafii została zredukowana do 488.

## Konferencja Biskupów Katolickich na Białorusi
Konferencja Biskupów Katolickich na Białorusi została utworzona w 1999 roku. Zgromadzenie Konstytutywne Konferencji odbyło się 11 lutego 1999 r. Pierwszym przewodniczącym Konferencji został wybrany kardynał Kazimierz Świątek.
W skład Episkopatu Białorusi wchodzą:
- bp Aleh Butkiewicz, przewodniczący, ordynariusz diecezji witebskiej
- bp Aleksander Kaszkiewicz, wiceprzewodniczący, ordynariusz diecezji grodzieńskiej
- bp Jerzy Kosobucki, sekretarz generalny, biskup pomocniczy archidiecezji mińsko-mohylewskiej
- abp Józef Staniewski, arcybiskup metropolita mińsko-mohylewski
- bp Antoni Dziemianko, ordynariusz diecezji pińskiej
- bp Kazimierz Wielikosielec OP, biskup pomocniczy diecezji pińskiej
- bp Aleksander Jaszewski SDB, biskup pomocniczy archidiecezji mińsko-mohylewskiej
- abp Tadeusz Kondrusiewicz, arcybiskup metropolita senior mińsko-mohylewski

## Struktura
W roku 2007 na terytorium Białorusi znajdowała się jedna metropolia (mińsko-mohylewska), w skład której wchodzą cztery diecezje:
- archidiecezja mińsko-mohylewska
- diecezja grodzieńska
- diecezja pińska
- diecezja witebska